# Barca (bergsplatå)
Barca är en kalkplatå i Cyrenaika, Libyen.
Från höjder på 880 meter över med högsta toppen Djebel el-Aschdar säker sig Barca i avsatser brant ned mot kusten, och det att det sakta övergår i det 200 meter över havet belägna ökenområdet i söder. Vissa delar av kustområdet tillhör tack vare den relativt rikliga nederbörden norra Afrikas fruksbaraste områden.